# Der plötzliche Spaziergang
Der plötzliche Spaziergang ist eine Erzählung von Franz Kafka, die 1913 im Rahmen des Sammelbandes Betrachtung erschien. Es geht hierbei um einen tatsächlichen oder auch nur vermeintlichen Akt der Selbstbefreiung.

## Inhalt
Aus der unpersönlichen „Man“-Perspektive wird weniger eine Erzählung als vielmehr eine Betrachtung oder Überlegung durchgespielt.
Einerseits geht es um den realen Ablauf eines Abends: Der Erzähler entfernt sich abrupt aus dem Kreis seiner Familie, obwohl sein Weggehen befremdlich wirken mag. Denn alles war schon auf das abendliche Zu-Hause-Verweilen ausgerichtet, als der Erzähler „ein plötzliches Unbehagen“ empfindet. Er reißt sich los und geht in die nächtliche Stadt. Auf der Gasse fühlt er sich hochgestimmt und gestärkt von seinem Entschluss. Die Familie „schwenkt ins Wesenlose“, während er selbst sich zu seiner „wahren Gestalt erhebt“. Verstärkt wird dieses Gefühl dadurch, dass er nun einen Freund aufsucht.
Andererseits bauen sich Bedingungen wie ein Gebirge vor dem Erzähler auf, so dass wohl nur ein Traum vom Ausbruch aus der Routine des Alltags bleibt. Denn jedes zusätzliche „Wenn“ in der scheinbar endlosen Kette verringert die Eintrittswahrscheinlichkeit des bedingt Möglichen. Außerdem führt das ganze ja – so es denn überhaupt real stattfindet – nur zu einem Besuch bei einem Freund an einem Abend und nicht zu einer wirklichen Loslösung von der Familie.

## Sprachstil und Form
Die erzählende Prosaskizze besteht aus zwei sehr unterschiedlichen Sätzen. Der erste Satz nimmt eine gesamte Buchseite in Anspruch. Er beginnt mit neun aufeinanderfolgenden Konditionalhalbsätzen („wenn […], wenn […], wenn […], wenn […] und wenn […]“), die mehr als die Hälfte der Erzählzeit einnehmen, bevor endlich das „erlösende“, lang erwartete „dann“ fällt. Der zweite Satz beginnt mit einer Inversion („Verstärkt wird ...“), die das aufkommende Gefühl der Befreiung durch einen vernünftigen Zweck verstärkt.
Durch die unpersönliche und verallgemeinernde „man“-Perspektive wird der Leser einbezogen und aufgefordert, diese innerliche Probehandlung für sich selbst durchzuspielen. Der Leser ist dadurch in einer widersprüchlichen Situation, denn da ist gleichzeitig Miterleben von Emanzipation und Übertragung dieses Befreiungsaktes auf sich selbst.

## Deutungsansätze
Hier wird eine für Kafka typische Lebenssituation beschrieben, nämlich sein Verhältnis zu seiner Familie, in deren Mitte er die größte Zeit seines Lebens verbrachte. Er litt an den direkten Lebens- und Wohnbedingungen, wie er in Großer Lärm beschreibt. Dort wie im Spaziergang kommt eine gewisse unterschwellige Aggression gegen die Familie zum Ausdruck. Er hat sich dort als unverstandener Außenseiter empfunden und sich geistig seinem Freundeskreis, angeführt von Max Brod, nahe gefühlt.
Die Thematik ist keine spezielle Eigenheit von Kafka. Das Wegstreben aus der Familie und das Finden der eigenen Wesenheit ist ein zentrales Thema in Leben und Literatur allgemein. Wenn man die Geschichte als „Erfolgsstory“ interpretiert (der Protagonist tut, anders als etwa der „Mann vom Lande“ in Vor dem Gesetz, einfach, was er will), ist dieses Prosastück weniger vielschichtig und kaum kafkaesk. Aber tut er es denn wirklich?
Es gibt bei Kafka nur selten „Erfolgsstorys“. Das und die Nähe zu der Geschichte Auf der Galerie (auch hier beginnt die Handlung mit einem langen Konditionalsatzgefüge, diesmal allerdings im Irrealis) sollte einen Leser stutzig werden lassen. So, wie das Irrealis in „Auf der Galerie“ irreführend ist, so verwirrt der Indikativ im Konditionalsatzgefüge in Der plötzliche Spaziergang den Leser.

## Rezeption
„Und schließlich erscheint das gesamte schwerfällige Wenn-Dann-Gefüge mit seiner verwinkelten Argumentationsweise als ein Ausdruck dafür, wie schwer diese Selbstbefreiung recht eigentlich fällt. Somit ist Kafkas Text von einer widersprüchlichen Struktur durchzogen: Die Befreiung lockt in ihrer greifbaren Herrlichkeit, doch letztlich stellt sie ‚eine von lauter „wenn“ umstellte Wunschvorstellung dar‘.“

## Ausgaben
- Franz Kafka: Sämtliche Erzählungen. Herausgegeben von Paul Raabe. Fischer Taschenbuch Verlag, Frankfurt am Main 1970. ISBN 3-596-21078-X.
- Franz Kafka: Die Erzählungen. Originalfassung. Herausgegeben von Roger Hermes. Fischer Verlag, 1997, ISBN 3-596-13270-3.
- Franz Kafka: Drucke zu Lebzeiten. Herausgegeben von Wolf Kittler, Hans-Gerd Koch und Gerhard Neumann. Fischer Verlag, Frankfurt/Main 1996, ISBN 3-10-038152-1, S. 17 f.

## Sekundärliteratur
- Sabine Eickenrodt: Plötzlicher Spaziergang. Der Aufbruch als Topos einer literarischen Bewegungsform bei Kafka und Walser. In: Hans Richard Brittnacher, Magnus Klaue (Herausgeber): Unterwegs. Zur Poetik des Vagabundentums im 20. Jahrhundert. Böhlau-Verlag, Köln [u. a.] 2008, ISBN 978-3-412-20085-5, S. 43ff.
- Barbara Neymeyr: Betrachtung. In: Manfred Engel, Bernd Auerochs (Hrsg.): Kafka-Handbuch. Leben – Werk – Wirkung. Metzler, Stuttgart, Weimar 2010, ISBN 978-3-476-02167-0, S. 111–126, bes. 119–121.
- Ralf Sudau: Franz Kafka: Kurze Prosa/Erzählungen. Klett Verlag, Stuttgart 2007, ISBN 978-3-12-922637-7.
- Gregor Babelotzky: Franz Kafkas „Der plötzliche Spaziergang“ – Zur „wahren Gestalt“ des Erzählers und seiner Ausflucht ins Projekt. In: SPRACHKUNST. Beiträge zur Literaturwissenschaft 2015, S. 33–49.